# Tegneserie
En tegneserie består af mindst to billeder, der indbyrdes hænger sammen og er afhængige af hinanden, og som fortæller en fremadskridende handling.
- Billederne kan være med eller uden ramme.
- Superhelte tegneserier inklusive DC Comics (Superman, Batman, Wonder Woman, The Flash, Captain Marvel, Teen Titans, m.fl.) og Marvel Comics (Spider-Man, Hulk, X-Men, Iron Man, Captain America, Thor, Fantastic Four, m.fl.).
- Disney tegneserier inkl Mickey Mouse og Anders And.
- En tegneserie kan være uden tekst (f.eks. Ferd'nand), men som oftest indeholder den tekst i talebobler og i forklarende tekstrammer (f.eks. Anders And). Den kan i enkelte tilfælde være uden talebobler og kun indeholde forklarende og fortællende tekstrammer (f.eks. Prins Valiant).
En kendt serie helt uden tekster er den tyske Vater und Sohn[1] af Erich Ohser, alias E.O. Plauen, der har været meget benyttet i tyskundervisningen i Danmark som udgangspunkt for at træne fri formulering.
- En tegneserie kan gøre brug af forskellige effekter for at tydeliggøre meningen. Den kan benytte sig af lydord eller af et efterhånden alment kendt billedsymbolsprog.
- Den enkleste form for tegneserie er den afsluttede, humoristiske avisstribe, men formen er blevet udviklet til den mere komplicerede hæfte- og albumform. En kunstnerisk videreudvikling af den almindelige tegneserie kaldes også en grafisk roman (eng.: "graphic novel"), som især Will Eisner er kendt for.

## Den spæde barndom
Noget tilsvarende tegneserier kendes fra oldtiden, såsom hulemalerier, ægyptiske vægmalerier, middelalderens gobeliner (Bayeux-tapetet) og kirkernes kalkmalerier.
I dens spæde barndom blev tegneserierne ikke opfattet som et seriøst medium. Knold og Tot, der startede 1896, regnes ofte som den første tegneserie; men samme år kørte serien The Yellow Kid, og kunstneren Rodolphe Töpffer havde allerede i 1820'erne lavet illustrerede fortællinger. I 1896 fik Richard Outcault trykt en serie i New York Journal som hed Hogans Alley. Dette var den første tegneserie med et fast persongalleri, med personer som The Yellow Kid. Hvilken den første tegneserie var, vil alligevel afhænge af, hvordan man definerer fænomenet.
De første år var der ikke de senere så velkendte talebobler, man skrev personernes replikker under billedet præcis som vittighedstegninger. Men lydordene begyndte deres indtog tidligt på billederne, og bidrog til, at tegneserier ofte blev opfattet som et barnligt medium.

## Modstand
Blandt tegneseriernes skarpeste kritikere var den tysk-amerikanske psykiater Fredric Wertham (1895-1981), der påstod, at der var sammenhæng mellem ungdomskriminalitet og læsning af tegneserier. Hans bog The Seduction of the Innocent fra 1954 førte til, at der i USA blev oprettet en comics code med strenge retningslinjer for, hvad der kunne vises i en tegneserie. Seduction of the Innocent førte til høringer i Kongressen og selvcensursystemet the Comics Code, der i udgangspunktet var frivilligt, men ikke kunne undgås, da de forlag, der ikke underlagde sig forhåndscensuren, ikke fik tegneserier distribueret eller solgt. Først i 2011 forsvandt denne Comics Code.
"Tegneserier vil virke skadeligt på det store flertal af de børn, som får fat i dem, fordi de vænner dem af med at læse en sammenhængende tekst og skaber et usundt behov for sensation," skrev viceskoleinspektør i Rødding Chr. Winther i et indlæg i Folkeskolen tidligt i 1950'erne. Politiken bragte en artikelserie af journalisten Tørk Haxthausen, udgivet i 1955 i bogform (Opdraget til terror), hvor han angreb tegneseriernes fordummende voldsforherligelse. Med amerikanske kilder søgte han at dokumentere, at læsning af tegneserier fik børn til at begå voldshandlinger, mord og utilsigtet selvmord – fordi serierne angiveligt fik børn til at tro, at de kan flyve ligesom Superman. "Foruden førerdyrkelsen og den usandsynlige ophobning af det naiveste, pseudovidenskabelige sludder, rummer superhelteserierne også en højst tvivlsom seksualmoral, tydeligst udtrykt i de serier, hvor hovedpersonen er en eller anden form for super-kvinde. De overnaturlige damer synes at nære et glødende had til alt mandkøn; når som helst lejligheden byder sig, mishandler de et eller andet stakkels mandfolk, og i næsten hver eneste serie ser man dem optræde med en pisk i hånden." Især forholdet mellem Batman og Robin blev opfattet som problematisk, som en opfordring til pæderasti, fordi "ellers normale drenge fik vakt en usund, homoseksuel nysgerrighed," skrev Haxthausen. Skolelærerne og Folkeskolen engagerede sig i kampen mod de farlige tegneserier, og der blev afholdt forældremøder for at advare mod tegneserier. Bladene Superman og Fantomet blev lukket i 1954 og Kong Kylie i 1955 ud fra den udbredte tro på, at tegneserier gjorde børn til vaneforbrydere. Samme år omtalte Folkeskolen rosende, at sankthansbålet i Enghaveparken afbrændte en figur af Fantomet. "Københavnerungdom gør det hedt for kulørte "helte"", stod der på skiltet, og Folkeskolen tilføjede: "Gid det må være mere end en tom demonstration! Pæne bladhuse, der tjener penge på braset, kunne passende følge eksemplet fra Allers etablissement, indtil de ansvarlige myndigheder får sig taget sammen til at nægte valuta til importen."
På denne baggrund nedsatte undervisningsminister Julius Bomholt 27. januar 1955 et udvalg, som skulle tilrettelægge en bekæmpelse af "den kulørte litteratur". Som ministeriets repræsentant i udvalget sad kontorchef Vagn Jensen, som var stærkt engageret og anbefalede lovgivning på området. Han fremlagde et forslag for udvalget om helt op til et års fængsel for at udbrede "skrifter, der enten ved sit emne eller ved den måde, hvorpå det er behandlet, kan virke forrående, herunder forvirrende eller nedbrydende på børns og unges opfattelse af, hvad man kan eller bør gøre". Loven skulle derimod ikke anvendes overfor lovovertrædere, som havde handlet i "egenskab af indehaver af forældremyndighed". Forældre måtte altså godt købe det påstået skadelige læsestof til egne børn.
Bomholts "Udvalg vedr. Børn og Unges Læsning" for at "undersøge og overveje problemerne omkring den underlødige og nedbrydende litteratur, med særligt henblik på at fremkomme med forslag, der kan fremme udbredelsen af bedre læsestof hos børn" havde som medlemmer Chr. Winther, repræsentanter for Dansk Ungdoms Fællesråd, foreningen for skolepsykologer, forlags- og boghandlerbranchen, pædagogiske eksperter og socialrådgiverforeningen. Udvalget blev kaldt "det Kulørte Udvalg" og afgav sin betænkning i 1960, hvor de påpegede det vide spænd mellem "sadistiske horror comics over uskadelige eller endog værdifulde billedserier". Betænkningen, kendt som "den kulørte betænkning", vakte ingen interesse i befolkningen, og blev kun omtalt i nogle få aviser.
I 1956 sluttede Norge sig til et fælles nordisk kontaktudvalg for bekæmpelse af tegneserier, hvor Vagn Jensen var formand. Kontaktudvalget mente, at der burde investeres kr 50.000 årligt til bekæmpelse af tegneserierne.
Haxthausen beskrev i 1955 Tintin som "et mærkeligt spidst tegnet foretagende, en bastard mellem den humoristiske serie og eventyr-serien. Handlingen er tit uhyggelig og grov." - mens en bibliotekslektør i 1968 beskrev Tintin sådan: "Der er noget næsten uskyldigt og naivt over denne tegneserie, der er meget velskrevet og meget levende, og en lækkerbisken for alle børn fra 9-årsalderen." Haxthausen, der tilhørte den progressive venstrefløj, beskrev "seriefabrikanternes sindssyge fantasi", hvor "førerdyrkelsen" og "unge homoseksuelle" fremmede afvigende seksualitet. Vagn Jensen udtalte i 1961, at "den kriminelle fare ved ikke at forbyde tegneserier er større end ved at forbyde dem". Haxthausen vedgik i 1989, at kritikken var urimelig, mens Vagn Jensen forblev stærkt kritisk.

## Stilarter
Der er som udgangspunkt tre stilarter: ligne claire, comic-dynamic og realisme.

### Realisme
Realismen fokuserer på at være meget detaljeret og realistisk i proportioner, farver og skyggelægning/skravering. Der forekommer som regel ikke fartstriber i denne stilart, hvilket der f.eks. ofte gøres brug af i de to andre. Kendte eksempler på denne stil er Jerry Spring, Blueberry og Thorgal.

### Ligne claire
"La ligne claire" er fransk for "den rene linje". Det er et begreb for en tegnestil, der benyttes i mange af de belgiske tegneserier, der netop har en ren og præcis streg. Stilen er mestret og forfinet af Hergé op igennem 1940'erne, og mange andre tegnere blev inspireret og fulgte i hans fodspor.
Stilen er karakteriseret ved, at stregerne generelt har den samme tykkelse, hvorved alle genstande i billedet får samme betydning, i modsætning til for eksempel en mere kalligraferet linjestil, hvor linjens varierende tykkelse bruges til at angive mere tyngde eller fokus på genstande. "Ligne claire" karakteriseres yderligere ved, at der ofte bruges klare, flade farver, samt en kombination af karikerede figurer på en ret realistisk baggrund. Brugen af skygger er sparsom, og alle elementer i et panel er trukket op med sort streg.
Stilen havde størst udbredelse i de sene 1940'ere og 1950'erne, men dens popularitet faldt op igennem 1960'erne og blev snart set som gammeldags af nyere tegnere. Stilen blev navngivet "ligne claire" af den hollandske tegneserieskaber Joost Swarte i 1977.

### Comic-dynamic
"Comic-dynamic" er betegnelsen for en tegnestil der, som navnet antyder, er mere dynamisk orienteret end f.eks. "ligne claire". Stilen er tydelig i serier som Splint & Co., Lucky Luke, Henrik og Hagbart o.lign. Tegningerne er meget dynamiske, med en spændstig streg, der ofte varierer i tykkelse, hvilket giver vægt og accent til figur eller billede.
Tegnere, der arbejder med denne stil, bliver nogle gange beskrevet som tilhørende Marcinelle-skolen efter den belgiske by Marcinelle, hvor forlaget Dupuis havde sit hovedkvarter, og bladet Spirou blev produceret. Mange tegnere ved bladet tegnede i denne stil.

## Tegneseriekunstnere
- Robert Crumb
- Will Eisner
- Franquin
- Jean Giraud
- Erich von Götha
- Hergé
- Milo Manara
- Michael Manning
- Morris
- Peyo
- Georges Pichard
- Gary Roberts
- Tom Sutton
- Marten Toonder
- Albert Uderzo

## Tegneserieskabere
- Charles Addams
- J.M. Charlier
- René Goscinny
- Carl Barks
- Pierre Christin og Jean-Claude Mézières – (science fiction-tegneserien Linda og Valentin)
- François Bourgeon